# 日向カンナ
日向 カンナ（ひなた かんな、1989年5月26日 - ）は、日本の女優、タレント、ダンサー。広島県出身。

## 来歴・人物
3歳からジャズダンス・バレエを始め12歳からヒップホップ、コンテンポラリー、ミュージカルなどさまざまなジャンルを学び、19歳で上京。
年間で20本以上CMに出演。
コレオグラファーとして、演出や振り付けの活動もしている。
共に3歳からピアノを始め、現在では作詞・作曲・ライブ活動をメインとし、2013年にＣＤをリリース。
ステージ創りをしつつ、演技、アクション、声優、ナレーターなど、タレント活動の幅も広げる。抜群の運動神経を生かしたスポーツ能力や、クォーターの血筋を持ち、明るいコミカルな表現力を生かし自身は『エンターティナー』としてたくさんの人の心に残るものを創れるよう心掛けている。

## ソロアーティスト活動

### 2010年

#### イベント・舞台
- 舞台「人生はショータイム」新宿スペースゼロ

### 2011年
- 舞台「銀河英雄伝説」
  - 第一章銀河帝国編　青山劇場　
  - 第二章自由惑星同盟編　東京国際フォーラム
- きゃりーぱみゅぱみゅデビューイベント　ダンサー出演
- マジックショー「WIZ」岩手イリュージョン
- マジックディナーショー　ＮＨＫホール
- マジックショー　横浜ロイヤルパークディナーショー
- ファッションショー　原宿マーブルコレクション　ダンサー出演
- 東京ガールズコレクション　
  - 道端アンジェリカ　南明奈　ランウェイダンサー　埼玉スーパーアリーナ
- 原宿マーブルコレクション「WIZ」新潟、六本木ヒルズ
- 東京ガールズコレクションnight
- ダンスイベント「profound」ピックアップダンサー選抜
- ノースリーブス「ペディキュアday」MV

### 2012年
- 千葉ワンズモール　ロッテマリーンズイベントMC
- 特命戦隊ゴーバスターズ　イベント　国際フォーラム　ダンサー出演
- ZIMAイベント（ZIMA ANGELS）　ダンサー出演
- HYDE名古屋イベント
- イスパニアン　ダンス×マジック　神奈川芸術劇場
- V6「バリバリBUDDY!」MV
- AKB48「とっておきクリスマス」MV

#### テレビ出演
- 関西テレビ「デコボコーン」　振り付け、お姉さん役

#### CM
- TSUTAYA
- AEON秋セール
- ユニクロ
- 柴咲コウ　ミズノランニング「RUN&PEACE」

### 2013年
- ソナーポケット「キミ記念日～生まれて来てくれてアリガトウ。～」MV
- コロナ ミュージックコースター web CM
- 日向カンナ シングルCDデビュー「start me up!」
- イーハイフン CM AMOYAMO編
- ジェニファー「25時のエアポート」MV　ダンサー出演
- 静岡テレビ CM　「静岡ゆるキャラ セッシャーワン  〜ダンスコンテスト〜」
- 乃木坂46、AKB48 振付アシスタント
- 新宿 痴漢被害撲滅キャンペーンガール
- ダイワハウス CM 「湘南にも」
- ロビン・シック×平成ノブシコブシ　「ブラード・ラインズ～今夜はヘイ・ヘイ・ヘイ   」 PVダンサー
- Vita Coco 「ビタココガールズ 」
- 東京ガールズコレクション
- 日テレ ものまねバトル　エハラマサヒロ「カンナムスタイル」ダンサー
- 静岡草薙球場 「ゆるキャラ セッシャーワン 」ダンサー
- 岩手県 NISSANイベント LIVE 出演

### 2014年
- 小田原フードフェスティバル　LIVE出演
- 遊園地 よみうりランド プールWAIステージ　LIVE出演
- 東京ラーメンショー　LIVE出演
- サバゲDVD 「サバゲをやりたくなる」　「サバイバルゲームカレッジ」DVD出演
- 遊園地 よみうりランド　イルミネーション 光り輝くステージ　LIVE出演

### 2015年
- 雑誌 「GET Navi」学研
- モーションジャパン　パンフレット表紙モデル、ダンサー
- 埼玉東山おおたかの森 SCイベント MC
- Panasonic「レットノート RZ4シリーズ」CM
- Suzu 「LOVE TO YOU by cups」MV出演
- 雑誌 「SOTO」双葉社 山ガールモデル
- Nスタ 「Nトク」作品映像モデル
- ヒルナンデス 作品映像モデル
- ファミリーマート サッカー「WE ARE SUPPORTERS プロジェクト」店内ナレーター
- UNIQLO 「年末年始大盤振る舞い」CM

### 2016年
- メソケアプラス ｜エイプリルフール「あなたの抜け毛が指輪になる。」web CM
- フリー雑誌「原宿POPUNITED」特集掲載
- 東京 初ワンマンライブ @新宿SUNFACE
- SHOWROOM アプリ配信 2016 7月 タレント・モデル部門 1位
- 広島 ワンマンライブ @Live house Rockcountry

### 2017年
- 東京シティ競馬 TCK 新CM NEW TWINKLE 「ダイアモンドターン」篇  歌手役
- TBS 生き物にサンキュー 「保護にゃんハウス」レギュラーメンバー出演
- ドミノピザ「1000円でハッピーザ」CM
- アメトーク「踊りたくない芸人」ダンサー出演
- 東京シティ競馬 TCK 新CM NEW TWINKLE 第2弾 ダンサー出演
- ローソン「Lチキ」CM
- TBS「明石家地下王国」
- NHK みんなのうた「ダンディーひつじ執事」振り付け
- アメトーク「踊りたく芸人 第2弾」振り付け講師、ダンサー出演
- 日本hpタブレット 「プレ花嫁篇」「ママ篇」web CM
- 広島ワンマンライブ 第2弾 @Live house Rock country
- フジテレビ 土曜プレミアム「聞いてた話と違います」モデル部門

### 2018年
- 佐伯ユウスケ 〜アニメ 弱虫ペダルOP〜「ダンシング」ダンサー出演
- サッポロ ホワイトベルグCM
- フレンズ「NO BITTER LIFE」MV
- ららぽーと名古屋みなとアクルス オープンCM 振り付け、出演
- 舞台 大塚ドリームSHOW 「カンナの夢」主演 @大塚ドリームシアター
- アメトーク「踊りたくない芸人 第3弾」振り付け講師、ダンサー出演
- キレートレモンスパークリング web CM
- DMM.com 「20周年記念」CM ダンサー出演
- ファッションブランド IGNIO SNSモデル
- 日経BP 広告モデル
- 資生堂 専科「SUPPIN」web CM 振り付け
- ポタカード webモデル
- 舞台 大塚ドリームSHOW 「HONEY TRAP」主演 @大塚ドリームシアター
- 東京エレクトロン CM
- 青SHUN学園「駆け出して！」振り付け
- folio CM イメージボイス担当

### 2019年
- ロッテ Ghana 「ガチャガーナ」CM 振り付け
- 雨上がり決死隊のトーク番組 アメトーーク!「踊りたくない芸人 第4弾」振り付け講師、ダンサー出演